# Андреа Герцоґ
Андреа Герцоґ (нім. Andrea Herzog, нар. 9 грудня 1999) — німецька веслувальниця, бронзова призерка Олімпійських ігор 2020 року.

## Виступи на Олімпіадах
| Олімпіада  | Дисципліна             | Місце |
| ---------- | ---------------------- | ----- |
| Токіо 2020 | каное-одиночки, слалом | 3     |